# Поттерсвілл (Нью-Йорк)
Поттерсвілл (англ. Pottersville) — переписна місцевість (CDP) в США, в окрузі Воррен штату Нью-Йорк. Населення — 359 осіб (2020).

## Географія
Поттерсвілл розташований за координатами 43°44′17″ пн. ш. 73°49′17″ зх. д. / 43.73806° пн. ш. 73.82139° зх. д. (43.737987, -73.821517).  За даними Бюро перепису населення США в 2010 році переписна місцевість мала площу 6,02 км², з яких 5,90 км² — суходіл та 0,12 км² — водойми.

## Демографія
Згідно з переписом 2010 року, у переписній місцевості мешкали 424 особи в 162 домогосподарствах у складі 106 родин. Густота населення становила 70 осіб/км².  Було 218 помешкань (36/км²).
Расовий склад населення:
| - 97,9 % — білих - 0,9 % — азіатів - 0,2 % — чорних або афроамериканців |

До двох чи більше рас належало 0,9 %. Частка іспаномовних становила 0,7 % від усіх жителів.
За віковим діапазоном населення розподілялося таким чином: 22,9 % — особи молодші 18 років, 64,4 % — особи у віці 18—64 років, 12,7 % — особи у віці 65 років та старші. Медіана віку мешканця становила 39,2 року. На 100 осіб жіночої статі у переписній місцевості припадало 91,9 чоловіків;  на 100 жінок у віці від 18 років та старших — 98,2 чоловіків також старших 18 років.
За межею бідності перебувало 72,7 % осіб, у тому числі 100,0 % дітей у віці до 18 років та 0,0 % осіб у віці 65 років та старших.
Цивільне працевлаштоване населення становило 174 особи. Основні галузі зайнятості: мистецтво, розваги та відпочинок — 65,5 %, будівництво — 16,7 %, публічна адміністрація — 8,0 %, освіта, охорона здоров'я та соціальна допомога — 2,9 %.